# Врань (комуна)
Врань, Врані (рум. Vrani) — комуна у повіті Караш-Северін в Румунії. До складу комуни входять такі села (дані про населення за 2002 рік):
- Єртоф (142 особи)
- Врань (894 особи)
- Чортя (222 особи)

Комуна розташована на відстані 369 км на захід від Бухареста, 42 км на південний захід від Решиці, 82 км на південь від Тімішоари.

## Населення
За даними перепису населення 2002 року у комуні проживали 1258 осіб.
Національний склад населення комуни:
| Національність | Кількість осіб | Відсоток |
| -------------- | -------------- | -------- |
| румуни         | 1027           | 81,6%    |
| цигани         | 215            | 17,1%    |
| німці          | 8              | 0,6%     |
| угорці         | 4              | 0,3%     |
| серби          | 3              | 0,2%     |
| хорвати        | 1              | 0,1%     |

Рідною мовою назвали:
| Мова       | Кількість осіб | Відсоток |
| ---------- | -------------- | -------- |
| румунська  | 1121           | 89,1%    |
| циганська  | 131            | 10,4%    |
| угорська   | 2              | 0,2%     |
| сербська   | 2              | 0,2%     |
| німецька   | 1              | 0,1%     |
| хорватська | 1              | 0,1%     |

Склад населення комуни за віросповіданням:
| Релігія        | Кількість осіб | Відсоток |
| -------------- | -------------- | -------- |
| православні    | 1183           | 94,0%    |
| баптисти       | 62             | 4,9%     |
| греко-католики | 5              | 0,4%     |
| римо-католики  | 4              | 0,3%     |
| п'ятдесятники  | 1              | 0,1%     |
| не релігійні   | 1              | 0,1%     |